# باستيون (دفاع ساحلي)
كا-300ب باستيون-ب (بالروسية:Бастион، لقب تعريف الناتو: SSC-5) هو نظام دفاعي صاروخي ساحلي مٌتجول روسي.تم تطوير هذا النظام جنبا إلى جنب مع روسيا البيضاء من قبل شركة Tekhnosoyuzproekt.
تم تصميم نظام الباستيون للتعامل والتصدي لمختلف أنواع سفن السطح الحربية، فرقاطات، مدمرات، حاملة مروحيات وطائرات، سفن إنزال ويمكنه العمل في ظروف تشويش واعاقة إلكترونية مكثفة.
يعتمد النظام على صواريخ P-800 Oniks بالنسبة للنسخة الروسية وصواريخ P-800 Yakhont بالنسبة للنسخ التصديرية التي يصل مداها ل 300 كم وتصل سرعتها ل 2.6 ماخ.

## بطارية نظام الباستيون
- أربعة قواذف K340-P محمولة على شاسيه شاحنة 8x8 من نوع MZKT-7930 Astrolog تصل سرعتها ل 70 إلى 80 كم/ساعة ويصل مداها ل 1000 كم طاقم الشاحنة يتكون من 3 أفراد، القائد، السائق والرامي، كل شاحنة تحمل قاذف يمكنه إطلاق صاروخين أو ثلاثة حسب النسخ وكل قاذف يوضع على بعد 15 كم من الأخر أو يكون مرتبط إلى قاعدة بحرية عن بعد يصل إلى 40 كم الوقت الأدنى بين إطلاق كل صاروخ هو 2.5 ثانية.
- عربة التحكم والقيادة K380P محمولة على شاسيه شاحنة 6x6 من نوع MZKT-65273 أو KamAZ-43101 ويتكون الطاقم من أربعة أفراد K380P يمكنه التحكم في كل قاذف عن بعد 25 كم.
- عربة التزويد والإمداد بالصواريخ K-342P محمولة على شاسيه شاحنة 8x8 من نوع MZKT-7930. Il (اختيارية، عربة K-342P لكل قاذف K-340P)
- رادار للمراقبة Monolit-B (اختياري) محمول على شاسيه شاحنة 8x8 من نوع MZKT-7930 يمكنه التعامل مع 30 هدف في أن واحد ويمتاز بنوعين من الرصد، الوضع النشط يمكنه رصد الأهداف البحرية من مسافة تقدر بين 35 و250 كم حسب موقع الرادار وحالة الطقس الوضع السلبي يمكنه رصد الأهداف البحرية من مسافة تقدر ب 450 كم.
- عربة الصيانة KSTO (اختياري)
- نظام للتدريب UST (اختياري)
- كل بطارية يمكنها تغطية ساحل يقدر مسافته ب 600 كم كما أنه يتم نشرها في وقت وجيز، أقل من 5 دقائق ويصبح النظام جاهز للعمل والاشتباك مع أي هدف.

## المستخدمون

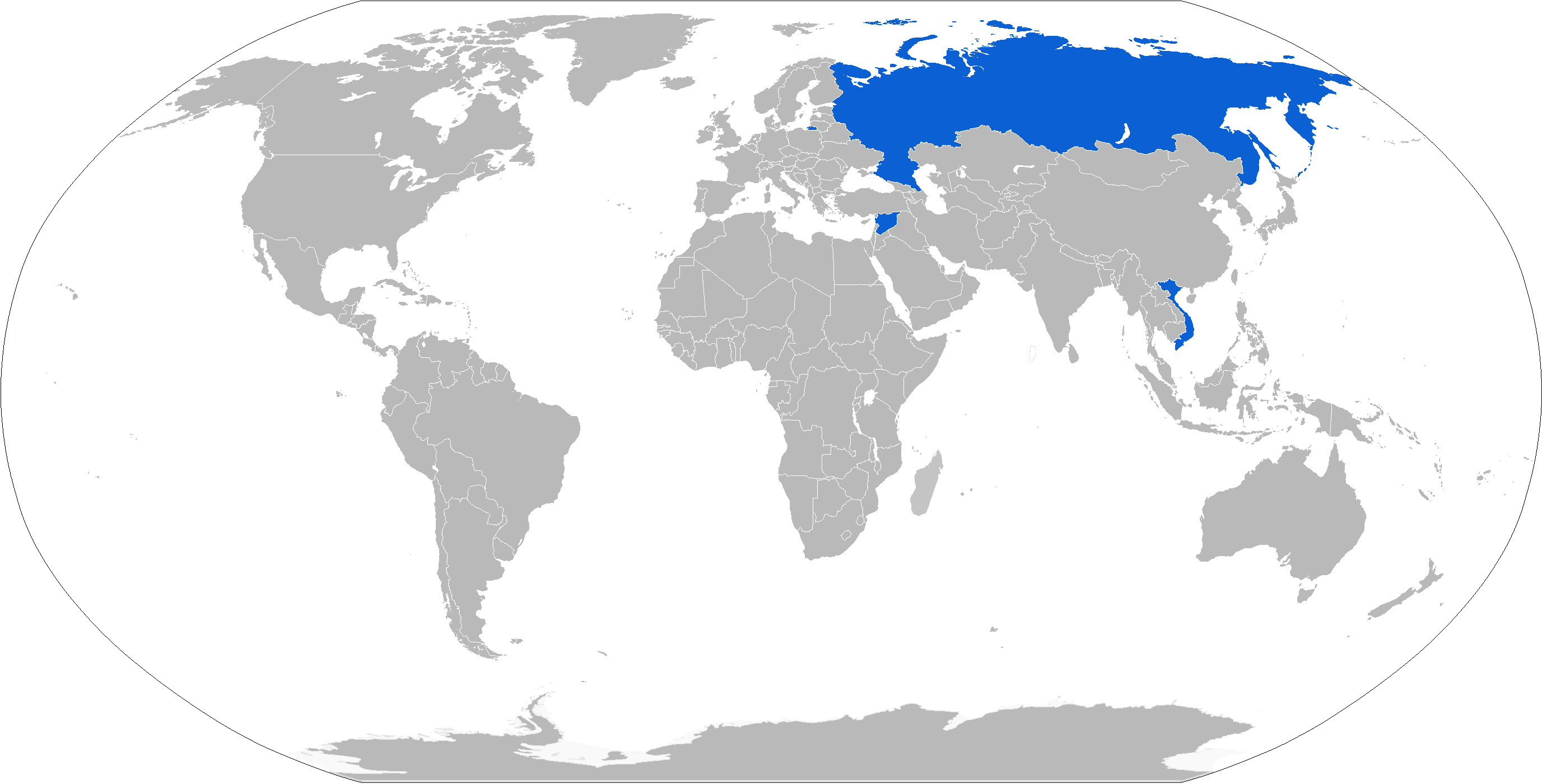
مشغلي المنظومة K-300P باللون الأزرق

- روسيا تملك 12 بطارية
- فيتنام تملك بطاريتين
- سوريا تملك بطاريتين